# Ptahmosze (polgármester)
Ptahmosze ókori egyiptomi hivatalnok volt, Memphisz polgármestere a XIX. dinasztia idején, II. Ramszesz uralkodása alatt. Főleg sírkápolnájának kőtömbjeiről ismert, amelyek a 19. század óta különféle múzeumokban találhatóak. Magáról a sírról is számos fénykép született, de az ezt követő időszakban elhelyezkedése feledésbe merült, és 2010-ben fedezték fel újra a Kairói Egyetem régészei Szakkarában.
Ptahmosze címei szerint királyi írnok volt, Memphisz nagy polgármestere, valamint Ramszesz kápolnájának fő felügyelője Ptah templomában – ez alapján datálják II. Ramszesz idejére –, valamint őfelsége emlékművei munkálatainak elöljárója Ptah templomában, ami azt jelenti, ő felügyelte az uralkodó építkezéseit a memphiszi Ptah-templomban. Személyéről keveset tudni; sírjában említik unokáját, az azonos nevű Ptahmoszét, valamint egy Mutnofret nevű nőt.

## Fordítás
- Ez a szócikk részben vagy egészben  a   Ptahmose (Bürgermeister) című német Wikipédia-szócikk ezen változatának fordításán alapul.  Az eredeti cikk szerkesztőit annak laptörténete sorolja fel. Ez a jelzés csupán a megfogalmazás eredetét és a szerzői jogokat jelzi, nem szolgál a cikkben szereplő információk forrásmegjelöléseként.

## Külső hivatkozások
- Egyptian mayor’s ‘lost tomb’ found